# Ordine del Quetzal
L'Ordine del Quetzal è un Ordine cavalleresco del Guatemala.

## Storia
L'Ordine è stato fondato nel 1936.

## Classi
L'Ordine dispone delle seguenti classi di benemerenza:
- Collare
- Gran Croce
- Grand'Ufficiale
- Commendatore
- Ufficiale
- Cavaliere

| Nastri          |            |              |
| Cavaliere       | Ufficiale  | Commendatore |
| Grand'Ufficiale | Gran Croce | Collare      |

## Insegne
- Il nastro è azzurro con sottili bordi bianchi.

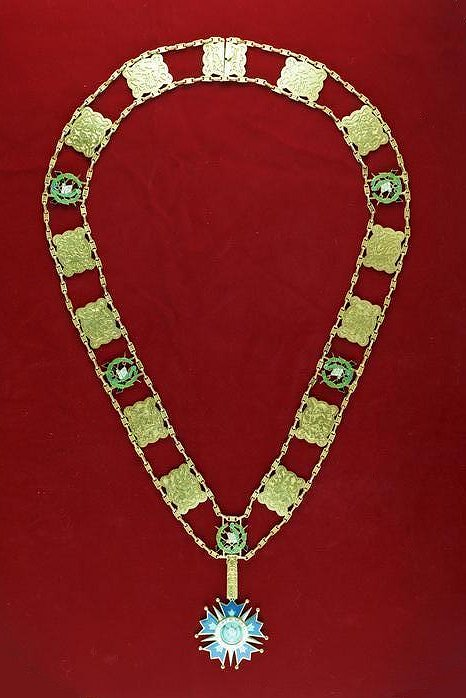
Collare dell'Ordine